# Largo pétalo de mar
Largo pétalo de mar, es el vigésimo octavo libro del autora Isabel Allende. Publicado el 14 de mayo de 2019.

## Reseña
El médico Víctor Dalmau junto a su amiga Roser Bruguera, pianista, se vieron obligados a exiliarse de Barcelona, España por la Guerra Civil viajaron a Chile a bordo del barco Winnipeg de Pablo Neruda.
El anterior libro de la autora Más allá del invierno  fue publicado en junio de 2017.
Fue declarado el libro más popular del último año en España.
El libro estuvo entre los cinco más vendidos en Uruguay según la Cámara Uruguaya del Libro.